# Operation Bljesak
Die Operation Bljesak (Blitz) war eine militärische Operation der kroatischen Armee und Polizei im Kroatienkrieg, bei der diese Kräfte am 1. und 2. Mai 1995 in einer nur etwa 31 Stunden dauernden Gegenoffensive etwa 558 km² der kroatischen Region Westslawonien von der Armee der Republik Serbische Krajina zurückeroberten.
Dadurch kamen seit 1991 von der international nicht anerkannten Republik Serbische Krajina kontrollierte Gebiete wieder unter die Kontrolle Kroatiens, und die wichtige West-Ost-Autobahnverbindung von Zagreb nach Lipovac wurde wieder frei befahrbar.
Als Vergeltung befahl Milan Martić als Präsident der nicht anerkannten Republik Serbische Krajina den Raketenbeschuss auf Zagreb, Sisak und Karlovac, wobei sieben Zivilisten getötet und 214 verwundet wurden.

## Vorgeschichte
In den Jahren 1991 bis 1992 vertrieben die militärisch von der JNA unterstützten und von Belgrad finanzierten serbischen Truppen über 170.000 Kroaten, ermordeten zahlreiche kroatische Zivilisten in den besetzten Teilen Kroatiens und errichteten eine selbst ernannte „Republik Serbische Krajina“. Allein etwa 1.000 Kroaten wurden während des Mandats der UNPROFOR ermordet.
Auch im Jahr 1995 war an eine Rückkehr der vertriebenen Kroaten nicht zu denken.

## Verlauf
Eine Einheit von etwa 5.500 Soldaten der selbsternannten Republik Serbische Krajina wurde von den kroatischen Truppen geschlagen und die meisten serbischen Soldaten flohen in das benachbarte Bosnien-Herzegowina.
Die 2. Brigade der Paramilitärischen Spezialeinheit Panteri wurde vom 125. Kroatischen „Heimwehr“-Regiment nach 24 Stunden besiegt und hinterließ bei der Flucht in die noch serbisch kontrollierte Gebiete der Krajina mehrere Panzerfahrzeuge, eine große Anzahl Waffen und große Mengen Munition.
Während der Operation, an der auch die kroatische Luftwaffe beteiligt war, wurde die MiG-21 von Rudolf Perešin, der 1991 von Bihać nach Klagenfurt fliehen konnte, von der Spezialeinheit Panteri abgeschossen. Perešin kam beim Absturz vermutlich ums Leben.
Die Militäroperation Bljesak hatte eine bedeutende psychologische Wirkung auf den Verlauf der wenig später durchgeführten Militäroperation Oluja: Die Kampfmoral der serbischen Truppen wurde entscheidend geschwächt, während die kroatische Armee einen Sieg davontrug.

## Folgen
Die Operation war ein strategischer Sieg für Kroatien. Die kroatischen Kräfte nahmen ein Gebiet von 558 km² ein, das zuvor unter der Kontrolle serbischer Truppen stand. Ganz Westslawonien kam unter die Kontrolle der kroatischen Regierung. Dadurch wurden strategisch wichtige Straßen- und Eisenbahnverbindungen zwischen der Hauptstadt und dem Osten des Landes wieder für den Personen- und Warenverkehr nutzbar.
42 kroatische Polizisten und Soldaten der kroatischen Armee kamen bei der Operation ums Leben. 162 wurden verwundet. Die Opferzahlen der serbischen Seite sind umstritten. Kroatische Quellen geben 188 serbische Tote an, Zivilisten und Militär zusammengenommen, sowie 1.000 bis 1.200 Verwundete und 2.100 Gefangene. Das kroatische Helsinki-Komitee gibt 83 Todesopfer unter den serbischen Zivilisten an.
Serbische Quellen sprechen hingegen von 283 umgekommenen Zivilisten.
Es wird geschätzt, dass von den 14.000 in der Region lebenden Serben etwa zwei Drittel sofort geflohen sind. Weitere 2.000 baten um Evakuierung in die serbisch besetzten Teile Bosniens während des folgenden Monats. Bis Ende Juni 1995, dürften nur noch 1.500 Serben in der Gegend geblieben sein.